# 김온아
김온아(金溫兒, 1988년 9월 6일~)는 대한민국의 핸드볼 선수로 2008년 하계 올림픽과 2012년 하계 올림픽에 출전했다. 
2013년부터 인천광역시체육회 여자 핸드볼팀 소속으로 활동하고 있다. 2008년에 대한민국 여자 핸드볼 국가대표팀에 동메달을 안겨주었다. 2012년 하계 올림픽에서는 첫 경기에 무릎 부상을 입어 이후 경기에 출전하지 못했다. 김온아의 부상으로 여자 핸드볼 대표팀은 3연속 메달 획득에 실패했다. 2016년 하계 올림픽에도 출전하여 올림픽 3회 출전을 하였다. 여동생 김선화와 같은 팀에서 활약하는 것이 화제가 되었다.